# Gentle on My Mind
«Gentle on My Mind» es una canción escrita por John Hartford, ganadora de cuatro Premios Grammy en 1968. Hartford recibió como compositor el Grammy a la mejor grabación folk y el Grammy a la mejor canción country. Los otros dos galardones, Grammy a la mejor interpretación vocal country y Grammy a la mejor grabación country, los recibió el cantante Glen Campbell por su versión del tema. El sencillo fue publicado en junio de 1967 y reeditado en julio de 1968 con mayor éxito. La versión de Glen Campbell fue usada por el cantante como tema principal de su programa de televisión, The Glen Campbell Goodtime Hour entre 1969 y 1972. En 1968 se publicaron otras dos versiones, la de Dean Martin, que obtuvo un gran éxito en el Reino Unido, y la de Patti Page. Ambas entraron en la lista de las diez más populares de las listas de éxitos norteamericanas ese año. La canción ocupa el puesto 16 de la lista de las 100 mejores canciones country, elaborada por la organización BMI.

## Composición
Hartford afirmó que escribió la canción, inspirado tras ver la película Doctor Zhivago y que apenas tardó media hora en componerla.
El cantante Glen Campbell escuchó la versión original de Hartford en la radio y decidió de inmediato que quería grabarla. En ese momento, Campbell estaba bajo contrato con Capitol Records como solista, pero había tenido poco éxito a la hora de hacerse un nombre en el panorama musical. Campbell reunió a algunos de sus compañeros de sesión de Wrecking Crew para grabar una demo en los estudios de Capitol y presentársela al productor Al De Lory. En la grabación en bruto que Cambell hizo llegar a De Lory, se podía escuchar al cantante gritando instrucciones a los músicos. El productor se enamoró, no solo de la canción, sino de la grabación misma. Sin decirle nada a Campbell, tomó la cinta y eliminó la verborrea sobrante y publicó el sencillo, que se convirtió en un enorme éxito.

### Versión de Aretha Franklin
La cantante norteamericana Aretha Franklin grabó una versión en 1969 que publicó como cara B del sencillo "I Can't See Myself Leaving You". Su versión alcanzó el puesto número 76 de la lista Billboard Hot 100 y el puesto 50 de la lista de Rhythm & Blues. El tema fue incluido en el álbum Soul '69.

### Versión de Dean Martin
El cantante Dean Martin grabó la canción en 1968 y fue publicada como sencillo, alcanzando el puesto número 2 de las listas británicas y el 9 de las norteamericanas.

### Versión de Patti Page
Patti Page grabó su versión 1968 y fue lanzada como sencillo, alcanzando el puesto número 66 de la lista Billboard Hot 100.

### Versión de The Band Perry
El grupo de country The Band Perry grabó la canción como parte de la banda sonora del documental Glen Campbell: I'll Be Me, ganando por su interpretación un premio Grammy en 2015. El sencillo alcanzó el puesto 34 de la lista Billboard Hot 100 en noviembre de 2014.

### Versión de Frank Sinatra
Frank Sinatra grabó su versión entre julio y noviembre de 1968 y fue lanzada en su álbum de 1968,  Cycles, en el cual se incluyen versiones de otras canciones de Glen Campbell .

## Otras versiones
El tema ha sido versionado en numerosas ocasiones por artistas como Elvis Presley, para su álbum de 1969 From Elvis in Memphis, Roger Miller, Frank Sinatra en su álbum Cycles de 1968, la versión de Dean Martin aparece tanto en sencillo como en el álbum del mismo nombre de 1968, Tammy Wynette, Connie Smith, Andy Williams, Bing Crosby, R.E.M., Johnny Cash, Crooked Fingers, Madeleine Peyroux, Frankie Laine, Billy Bragg/Joe Henry, Alison Krauss o Lucinda Williams, cuya versión aparece durante los títulos de crédito de la película de 2006 Talladega Nights: The Ballad of Ricky Bobby.
Claude François la interpretó en francés bajo el título de "Si Douce A Mon Souvenir" y en 1984, Roberto Carlos la interpretó en portugués con el título de "Caminhoneiro", al igual que la versión en español, que se tituló "El Camionero" y fue interpretada por el cantante de salsa Frankie Ruiz.